# Prêmios Teen Choice de 2000
Os Prêmios Teen Choice de 2000 (no original em inglês 2000 Teen Choice Awards) foi uma cerimônia realizada em 6 de agosto de 2000, e transmitida pela Fox. Os prêmios foram comemorados pelas realizações do ano na música, cinema, televisão, esportes, moda, comédia e da Internet, e foram votados pelos telespectadores adolescentes com idades entre 13 à 19 anos de idade. O evento não teve um anfitrião designado, no entanto, Freddie Prinze, Jr. apresentou o show com 98 Degrees, BBMak, No Doubt e Enrique Iglesias como artistas.

## Artistas
- 98 Degrees – "Give Me Just One Night (Una Noche)"
- BBMak – "Back Here"
- No Doubt – "Simple Kind of Life"
- Enrique Iglesias – "Be with You"

## Apresentadores
- 98 Degrees
- Aaliyah
- Aaron Carter
- Adam Carolla
- Ananda Lewis
- Andy Dick
- Brendan Fehr
- Carson Daly
- Christopher Masterson
- Dr. Dre
- Erik Per Sullivan
- Freddie Prinze, Jr.
- Goldberg
- Hanson
- Hoku
- Jamie Foxx
- Jason Behr
- Jennifer Love Hewitt
- Jeremy McGrath
- Jessica Alba
- Justin Berfield
- Katherine Heigl
- Kathy Griffin
- Keri Russell
- Leelee Sobieski
- Majandra Delfino
- Melissa Joan Hart
- Michael Weatherly
- Michelle Trachtenberg
- Paul Walker
- Pink
- Rachael Leigh Cook
- Ricki Lake
- Shiri Appleby
- Usher
- Vitamin C

## Vencedores e nomeados
- Os vencedores são destacados em negrito

### Filmes
Referências:
| Melhor Ator | Melhor Atriz |
| --- | --- |
| - Ben Affleck – Reindeer Games e Boiler Room - Jason Biggs – American Pie - Tom Cruise – Mission: Impossible II - Matt Damon – The Talented Mr. Ripley - Leonardo DiCaprio – The Beach - Omar Epps – Love & Basketball - Tobey Maguire – The Cider House Rules e Wonder Boys - Freddie Prinze, Jr. – Down to You                                                                                             | - Cameron Diaz – Being John Malkovich e Any Given Sunday - Kirsten Dunst – The Virgin Suicides - Angelina Jolie – Girl, Interrupted - Natalie Portman – Where the Heart Is - Christina Ricci – Sleepy Hollow - Julia Roberts – Erin Brockovich - Julia Stiles – Down to You - Charlize Theron – The Cider House Rules |
| Melhor Filme – Drama | Melhor Filme – Comédia |
| - American Beauty - The Beach - The Cider House Rules - Girl, Interrupted - Love & Basketball - Romeo Must Die - The Sixth Sense - The Talented Mr. Ripley | - American Pie - Austin Powers: The Spy Who Shagged Me - Deuce Bigalow: Male Gigolo - Down to You - Galaxy Quest - High Fidelity - Road Trip - Whatever It Takes |
| Choice Movie: Breakout Performance | Melhor Mentiroso |
| - Wes Bentley – American Beauty - Josh Hartnett – Here on Earth - Chris Klein – American Pie - Jude Law – The Talented Mr. Ripley - Haley Joel Osment – The Sixth Sense - Leelee Sobieski – Here on Earth - Mena Suvari – American Beauty e American Pie - Hilary Swank – Boys Don't Cry | - Matt Damon – The Talented Mr. Ripley - Tom Green – Road Trip - Joshua Jackson – The Skulls - Chris Klein – American Pie - Tobey Maguire – Wonder Boys - Steve Martin – Bowfinger - Amanda Peet – The Whole Nine Yards - Giovanni Ribisi – Boiler Room                                                               |
| Melhor Chilique | Melhor Vilão |
| - Rosanna Arquette – The Whole Nine Yards - Joan Cusack – Toy Story 2 - John Cusack – High Fidelity - Cameron Diaz – Any Given Sunday - Angelina Jolie – Girl, Interrupted - Lisa Kudrow – Hanging Up - Jodi Lyn O'Keefe – Whatever It Takes - Ben Stiller – Mystery Men | - Ben Affleck – Boiler Room - Andy Dick – Road Trip - Scott Foley – Scream 3 - James Franco – Whatever It Takes - Helen Mirren – Teaching Mrs. Tingle - Trevor Morgan – The Sixth Sense - Mike Myers – Austin Powers: The Spy Who Shagged Me - Seann William Scott – American Pie                                     |
| Melhor Química | Melhor Derrota |
| - David Arquette and Courteney Cox – Scream 3 - Jason Biggs e the pie – American Pie - Leonardo DiCaprio e Virginie Ledoyen – The Beach - Omar Epps e Sanaa Lathan – Love & Basketball - Katie Holmes e Barry Watson – Teaching Mrs. Tingle - Breckin Meyer e Amy Smart – Road Trip - Mike Myers e Mindy Sterling – Austin Powers: The Spy Who Shagged Me - Freddie Prinze, Jr. e Julia Stiles – Down to You | - Jason Biggs – Loser - Matthew Broderick – Inspector Gadget - Pierce Brosnan – The World Is Not Enough - Jim Carrey – Me, Myself & Irene - Tom Cruise – Mission: Impossible II - Hugh Jackman – X-Men - Martin Lawrence – Big Momma's House - Matthew McConaughey – U-571                                            |
| Melhor Filme de verão | |
| - Big Momma's House - Gone in 60 Seconds - Loser - Me, Myself & Irene - The Patriot - Scary Movie - Shaft - X-Men | |

### Televisão
Referencia:
| Melhor Ator - TV | Melhor Atriz - TV |
| --- | --- |
| - Jason Behr – Roswell - David Boreanaz – Angel - Scott Foley – Felicity - Topher Grace – That '70s Show - Seth Green – Buffy the Vampire Slayer - Joshua Jackson – Dawson's Creek - Frankie Muniz – Malcolm in the Middle - Scott Speedman – Felicity     | - Shiri Appleby – Roswell - Leslie Bibb – Popular - Sarah Michelle Gellar – Buffy the Vampire Slayer - Anne Hathaway – Get Real - Katie Holmes – Dawson's Creek - Mila Kunis – That '70s Show - Carly Pope – Popular - Keri Russell – Felicity |
| Melhor Série de TV – Drama | Melhor Série de TV – Comédia |
| - 7th Heaven - Buffy the Vampire Slayer - Charmed - Dawson's Creek - Felicity - Get Real - Once and Again - Roswell | - Friends - Just Shoot Me! - Malcolm in the Middle - Popular - The Simpsons - That '70s Show - The Tom Green Show - Will & Grace |
| Choice TV: Breakout Show | Melhor Personalidade de TV |
| - Angel - Daddio - Get Real - Making the Band - Malcolm in the Middle - Popular - Roswell - Total Request Live | - Carson Daly - Tom Green - Chris Kattan - Ananda Lewis - Regis Philbin - William Shatner - Sock Puppet - Space Ghost |
| Melhor Sócio de TV | |
| - Brendan Fehr – Roswell - Ian Gomez – Felicity - Alyson Hannigan – Buffy the Vampire Slayer - Sean Hayes – Will & Grace - Amy Jo Johnson – Felicity - Ron Lester – Popular - James Marsters – Buffy the Vampire Slayer - Danny Masterson – That '70s Show | |

### Música
Referencias:
| Melhor Artista Feminina - Música | Melhor Artista Masculino - Música |
| --- | --- |
| - Christina Aguilera - Mariah Carey - Missy Elliott - Macy Gray - Jennifer Lopez - Mandy Moore - Jessica Simpson - Britney Spears | - Marc Anthony - D'Angelo - Dr. Dre - Kid Rock - Lenny Kravitz - Ricky Martin - Sisqó - Will Smith |
| Melhor Grupo de pop | Melhor Grupo de rock |
| - 702 - 98 Degrees - Backstreet Boys - Destiny's Child - LFO - NSYNC - Savage Garden - TLC | - Blink-182 - Goo Goo Dolls - Korn - Limp Bizkit - Lit - No Doubt - Smash Mouth - Sugar Ray |
| Choice Music: Breakout Artist | Melhor Single |
| - Marc Anthony - Blink-182 - Filter - Macy Gray - Enrique Iglesias - Pink - Jessica Simpson - Sisqó | - "All the Small Things" – Blink-182 - "Bye Bye Bye" – NSYNC - "Cowboy" – Kid Rock - "Oops!...I Did It Again" – Britney Spears - "Say My Name" – Destiny's Child - "Show Me the Meaning of Being Lonely" – Backstreet Boys - "Someday" – Sugar Ray - "What a Girl Wants" – Christina Aguilera |
| Melhor Álbum | Melhor Canção de amor |
| - Christina Aguilera – Christina Aguilera - Devil Without a Cause – Kid Rock - Enema of the State – Blink-182 - Millennium – Backstreet Boys - No Strings Attached – NSYNC - Oops!... I Did It Again - Britney Spears - Significant Other – Limp Bizkit - Voodoo – D'Angelo                                                                         | - "Back at One" – Brian McKnight - "From the Bottom of My Broken Heart" – Britney Spears - "I Knew I Loved You" – Savage Garden - "I Turn to You" – Christina Aguilera - "I Wanna Love You Forever" – Jessica Simpson - "Show Me the Meaning of Being Lonely" – Backstreet Boys - "Thank God I Found You" – Mariah Carey featuring 98 Degrees and Joe - "Where You Are" – Jessica Simpson featuring Nick Lachey |
| Choice Music: R&B/Hip-Hop Track | Melhor Vídeo |
| - "Forgot About Dre" – Dr. Dre featuring Eminem - "Holla Holla" – Ja Rule - "Hot Boyz" – Missy Elliott - "Imperial" – Rah Digga featuring Busta Rhymes - "Say My Name" – Destiny's Child - "Thong Song" – Sisqó - "Untitled (How Does It Feel)" – D'Angelo - "You Can Do It" – Ice Cube                                                             | - "Adam's Song" – Blink-182 - "I Do" – Blaque - "It's Gonna Be Me" – NSYNC - "The One" – Backstreet Boys - "Oops!... I Did It Again" – Britney Spears - "Pumping on Your Stereo" – Supergrass - "The Real Slim Shady" – Eminem - "Thong Song" – Sisqó |
| Melhor Canção de verão | |
| - "Be with You" – Enrique Iglesias - "Bent" – Matchbox Twenty - "I Turn to You" – Christina Aguilera - "I Wanna Know" – Joe - "Incomplete" – Sisqó - "It's Gonna Be Me" – NSYNC - "Never Let You Go" – Third Eye Blind - "Oops!...I Did It Again" – Britney Spears - "The Real Slim Shady" – Eminem - "There You Go" – Pink - "Try Again" – Aaliyah | |

### Diversos
Referencias:
| Choice Comedian | Choice Female Hottie |
| --- | --- |
| - Jim Carrey - Kathy Griffin - Martin Lawrence - Jay Leno - David Letterman - Chris Rock - Adam Sandler - Shawn Wayans               | - Christina Aguilera - Rachael Leigh Cook - Sarah Michelle Gellar - Jennifer Love Hewitt - Lil' Kim - Jennifer Lopez - Jessica Simpson - Britney Spears |
| Homem quente | Mulher quente |
| - Nick Carter - Enrique Iglesias - Ashton Kutcher - Ryan Phillippe - Ivan Sergei - Justin Timberlake - Paul Walker - Shane West      | - Brandi Chastain - Lindsay Davenport - Mia Hamm - Martina Hingis - Chamique Holdsclaw - Michelle Kwan - Dominique Moceanu - Jenny Thompson             |
| Melhor Atleta Masculino | Melhor Atleta Feminino Extremo |
| - Andre Agassi - Kobe Bryant - Vince Carter - Ken Griffey, Jr. - Derek Jeter - Sammy Sosa - Kurt Warner - Tiger Woods                | - Megan Abubo - Lisa Andersen - Layne Beachley - Holly Beck - Tara Dakides - Dallas Friday - Laia Sanz - Picabo Street                                  |
| Melhor Atleta Masculino Extremo | Melhor Luta Profissional |
| - Tommy Clowers - Laird Hamilton - Tony Hawk - Bucky Lasek - Jeremy McGrath - Dave Mirra - Shaun Palmer - Kelly Slater               | - Big Show - Chyna - Goldberg - Jeff Hardy - Chris Jericho - Kevin Nash - The Rock - Triple H                                                           |
| Modelo | |
| - Tyra Banks - Caprice Bourret - Gisele Bündchen - Jaime King - Rebecca Romijn-Stamos - Antonio Sabàto, Jr. - Molly Sims - Kim Smith | |